# Saida truncala
Saida truncala is een mosselkreeftjessoort uit de familie van de Saididae. De wetenschappelijke naam van de soort is voor het eerst geldig gepubliceerd in 1952 door Hornibrook.